# Tetranchyroderma papii
Tetranchyroderma papii is een buikharige uit de familie Thaumastodermatidae. Het dier komt uit het geslacht Tetranchyroderma. Tetranchyroderma papii werd in 1953 voor het eerst wetenschappelijk beschreven door Gerlach. 